# Natación en los Juegos Olímpicos de Londres 2012 – Maratón 10 kilómetros femenino
El evento de maratón 10 kilómetros femenino de natación olímpica en los Juegos Olímpicos de Londres 2012 tuvo lugar el 9 de agosto en el  Lago Serpentine en el Hyde Park.

## Récords
RM=Récord mundial
RO=Récord olímpico
Ninguno

## Resultados
| Rank              | Atleta                  | Nación                        | Tiempo     | Tiempo atrás | Notas      |
| ----------------- | ----------------------- | ----------------------------- | ---------- | ------------ | ---------- |
| Medalla de oro    | Éva Risztov             | Hungría (HUN)                 | 1:57:38.2  |              |            |
| Medalla de plata  | Haley Anderson          | Estados Unidos (USA)          | 1:57:38.6  | +0.4         | Aviso      |
| Medalla de bronce | Martina Grimaldi        | Italia (ITA)                  | 1:57:41.8  | +3.6         |            |
| 4                 | Keri-Anne Payne         | Reino Unido (GBR)             | 1:57:42.2  | +4.0         |            |
| 5                 | Angela Maurer           | Alemania (GER)                | 1:57:52.8  | +14.6        | Aviso      |
| 6                 | Ophelie Aspord          | Francia (FRA)                 | 1:58:43.1  | +1:04.9      |            |
| DSQ               | Olga Beresnyeva         | Ucrania (UKR)                 | 1:58:44.4  | +1:06.2      |            |
| 7                 | Erika Villaécija García | España (ESP)                  | 1:58:49.5  | +1:11.3      |            |
| 8                 | Jana Pechanová          | República Checa (CZE)         | 1:58:52.8  | +1:14.6      |            |
| 9                 | Anna Guseva             | Rusia (RUS)                   | 1:58:53.0  | +1:14.8      |            |
| 10                | Melissa Gorman          | Australia (AUS)               | 1:58:53.1  | +1:14.9      | Aviso      |
| 11                | Karla Šitić             | Croacia (CRO)                 | 1:58:54.7  | +1:16.5      |            |
| 12                | Yumi Kida               | Japón (JPN)                   | 1:58:59.1  | +1:20.9      | Aviso      |
| 13                | Yanel Pinto             | Venezuela (VEN)               | 1:59:05.8  | +1:27.6      |            |
| 14                | Natalia Charlos         | Polonia (POL)                 | 1:59:58.7  | +2:20.5      | Aviso      |
| 15                | Heidi Gan               | Malasia (MAS)                 | 2:00:45.0  | +3:06.8      |            |
| 16                | Cecilia Biagioli        | Argentina (ARG)               | 2:01:02.2  | +3:24.0      |            |
| 17                | Zsofia Balazs           | Canadá (CAN)                  | 2:01:17.8  | +3:39.6      |            |
| 18                | Swann Oberson           | Suiza (SUI)                   | 2:01:38.0  | +3:59.8      |            |
| 19                | Tang Wing Yung          | Hong Kong (HKG)               | 2:02:33.4  | +4:55.2      |            |
| 20                | Lizeth Rueda            | México (MEX)                  | 2:02:46.1  | +5:07.9      |            |
| 21                | Marianna Lymperta       | Grecia (GRE)                  | 2:04:26.5  | +6:48.3      |            |
| –                 | Poliana Okimoto         | Brasil (BRA)                  | No terminó | No terminó   | No terminó |
| –                 | Jessica Roux            | Sudáfrica (RSA)               | No terminó | No terminó   | No terminó |
| –                 | Fang Yanqiao            | República Popular China (CHN) | No inició  | No inició    | No inició  |